# سوراخ بدن
به هر دریچه در بدن انسان و حیوان سوراخ بدن (انگلیسی: Body orifice) می‌گویند.

## سوراخ‌های بیرونی
در بدن پستانداران (برای نمونه بدن انسان) سوراخ‌ها عبارتند از:
- سوراخ بینی برای تنفس و حس بویایی
- مجرای گوش برای حس شنوایی
- دهان برای خوردن، تنفس و حرف زدن
- مجرای اشک، اشک را از غدد اشکی به مجرای بینی انتقال میدهد
- مقعد برای خروج مدفوع
- پیشابراه (مجرای ادرار در دستگاه تناسلی مردان و زنان)
- مهبل در بدن بانوان برای قاعدگی، آمیزش جنسی و زایمان

دیگر حیوانات چند سوراخ دیگر در بدنشان دارند.از جمله:
- پارگین سوراخی در بدن پرندگان، خزندگان و دوزیستان است.
- سیفون سوراخی در بدن نرم‌تنان و بندپایان است.